# Cladosictis
Cladosictis es un género extinto de metaterios sudamericanos encontrados en la Patagonia. Algunas especies medían 80 centímetros de largo y tenían aspecto similar al de una nutria actual. Eran de cuerpo y cola larga y de miembros cortos. Cladosictis probablemente fuera de hábitos acuáticos y cazara peces. También puede que se alimentara de huevos de aves y reptiles terrestres. Con caninos afilados y carnasiales cortantes, los dientes de Cladosictis eran similares a los de los actuales carnívoros, aunque no estuviera emparentado con los mamíferos placentarios.